# Neomonoceratina koenigswaldi
Neomonoceratina koenigswaldi is een mosselkreeftjessoort uit de familie van de Schizocytheridae. De wetenschappelijke naam van de soort is voor het eerst geldig gepubliceerd in 1954 door Key.